# Горнокрымская мезолитическая культура
Горнокрымская мезолитическая культура — археологическая культура эпохи мезолита в горном Крыму. Датируется примерно 10300—6000 годами до н. э.. Среди культур Восточной Европы эпохи мезолита в Крыму и прилегающих областях левобережья Украины выделяется особая культурная область с характерным хозяйством и своеобразными формами орудий. В Крыму обнаружено более 100 мезолитических памятников, среди которых, наряду с открытыми стоянками, особое место занимают пещерные поселения. Среди пещерных есть многослойные стоянки, что позволило установить стратиграфическую последовательность культурных комплексов. В пещерах сохранились в ненарушенном виде остатки бытовых сооружений, отбросы костей животных, раковины моллюсков, изделия из кости.

## Описание
Культура выделена в 1982 году советским украинским археологом профессором Д. Я. Телегиным. Её происхождение связывают с влиянием культур населения Ближнего Востока. Выделяют два этапа в развитии данной культуры: ранний — шан-кобинский (10300—7500 годы до н. э) и поздний — мурзак-кобинский (7500—6000 годы до н. э). Они соответствуют двум крымским мезолитическим культурам, предложенным М. В. Воеводским в 1950 году: Шан-кобинской и Мурзак-кобинской. В современных работах термин «Горнокрымская мезолитическая культура» применяют лишь к позднему этапу.
Найдены многослойные стоянки, преимущественно в гротах и навесах. Наиболее известные стоянки Шан Коба, Замиль Коба, Таш Аир (выделяют отдельную таш-аирскую культуру), Мурзак Коба, Фатьма Коба, Буран Кая. Из находок каменной индустрии характерны конические и призматические нуклеусы, основная заготовка — пластина (удлинённый скол), из которой делали микролиты (сегменты и трапеции), ретушные и угловые резцы, концевые скребки, пластины с выемками. Для раннего этапа характерно преобладание количества находок сегментов над трапециями и резцов над скребками. На позднем этапе число трапеций сильно возрастает, уменьшается доля орудий на пластинах, количество резцов и скребков равное. Найдены костяные шилья-проколки, многозубчатые остроги (гарпуны), иглы с ушком, подвески. Хозяйство было основано на охоте (марал (благородный олень), осёл дикий, кабан, сайгак, медведь бурый, кабан, лошадь, лев пещерный, заяц, мышь, тушканчик и др.) и собирательстве, была одомашнена собака. В культурных слоях гротов обнаружены захоронения.

Мурзак-Коба — пещера и одноимённый мезолитический памятник, расположенный в долине реки Чёрной

В гроте Мурзак-Коба был обнаружен череп человека, примятый камнями. Позднее был обнаружен и второй череп. Одной из особенностей культуры была прижизненная ампутация мизинцев. Парное погребение мужчины и женщины этого комплекса сопровождалось множеством каменных и костяных орудий верхнепалеолитического времени. Антропологически обитатели грота относились к поздним кроманьонцам: они были высоки (180 см), массивны и широколицы. Их сравнивают с сапиенсами комплекса Пршедмости 3, с вариантом Брно-Пршедмости. У женщины 24—25 лет, которой были ампутированы оба мизинца на её руках, когда она была ещё подростком, новое рентгенологическое исследование выявило, что в возрасте около 20 лет она получила наружную, символическую трепанацию в задней части левой теменной кости.

Череп из Фатьма-коба

В Фатьма-Кобе найдено погребение мужчины. Скелет лежал в специально выкопанной яме, головой на юго-юго-восток на правом боку в настолько сильно скорченном положении, что возникает предположение о том, что труп был связан перед погребением. Сверху он был завален большими камнями. Намеренно положенных предметов при костяке не было. Стёртость зубов и открытость черепных швов позволили предположить возраст в районе 40 лет. Череп низколицый, с высокой переносицей, относящийся к средиземноморскому антропологическому типу.
Два навеса — Шан-Коба и Фатьма-Коба — дали впервые хорошо документированный материал для характеристики мезолитического времени на юге Европейской части СССР и, что важно, дали возможность проследить преемственность культур от ранней фазы мезолита до неолита включительно.
В пещере Шан-Коба было обнаружено шесть слоёв, содержащих культурные остатки обеих стадий мезолита и одной неолита. В пещере Замиль-Коба I имеются четыре разнохарактерных культурных слоя. Пещера Мурзак-Коба дала один культурный слой, но с обильными находками. Данные стоянки являлись временными убежищами и населялись, вероятно, в зимние периоды и при неоднократном посещении пещер.
Горнокрымская мезолитическая культура, а точнее её поздний мурзак-кобинский этап, стал основой формирования Горнокрымской неолитической культуры.

## Новое датирование мезолита Горного Крыма
Мурзак-кобинская культура со своими памятниками рассматривалась Д. Я. Телегиным и бо́льшей частью советских археологов как прямая наследница Шан-кобинской культуры, предполагая непрерывность их культурного развития и как единая Горнокрымская культура мезолита. Однако в последние годы многими исследователями были предложены другие точки зрения. Д. Ю. Нужный охарактеризовал шан-кобинские и мурзак-кобинские микролиты как отдельных культур. Л. Л. Зализняк выделил и обосновал финальнопалеолитический и раннемезолитический периоды Шан-кобинской и позднемезолитический период Мурзак-кобинской культур. А. А. Яневич и И. В. Сапожников, независимо друг от друга, предложили включить в Шан-кобинскую культуру памятники типа Белолесья. А. А. Яневич и Д. Ю. Нужный отнесли часть материалов 3-го и 4-го слоёв Шан-Кобы к Шпанской культуре раннего мезолита. Ряд авторов отмечали присутствие в Шан-Кобе даже свидерских микролитов. В. А. Манько выделил новую индустрию финального палеолита Горного Крыма — «тау-бодракскую». После проведения неоднократных радиоуглеродных исследований для датирования стратиграфической последовательности были сделаны выводы, что последовательность отложений Шан-Кобы не непрерывна, как и у большинства подобных памятников Горнокрымской культуры. Существовали временны́е интервалы, когда стоянки не использовались людьми. Поэтому материалы навеса Шан-Кобы и других стоянок не могут использоваться в пользу непрерывного и плавного развития Горнокрымской культуры.